# Кантагалу (Минас-Жерайс)
Кантагалу (порт. Cantagalo) — муниципалитет в Бразилии, входит в штат Минас-Жерайс. Составная часть мезорегиона Вали-ду-Риу-Доси. Входит в экономико-статистический микрорегион Песанья. Население составляет 4041 человек на 2006 год. Занимает площадь 141,839 км². Плотность населения — 28,5 чел./км².

## Статистика
- Валовой внутренний продукт на 2003 год составляет 10 396 227,00 реалов (данные: Бразильский институт географии и статистики).
- Валовой внутренний продукт на душу населения на 2003 год составляет 2633,29 реалов (данные: Бразильский институт географии и статистики).
- Индекс развития человеческого потенциала на 2000 год составляет 0,674 (данные: Программа развития ООН).